# Emiliano Zapata, Salinas Victoria
Emiliano Zapata är en ort i Mexiko.   Den ligger i kommunen Salinas Victoria och delstaten Nuevo León, i den centrala delen av landet, 700 km norr om huvudstaden Mexico City. Emiliano Zapata ligger 454 meter över havet och antalet invånare är 6 174.
Terrängen runt Emiliano Zapata är huvudsakligen platt, men åt nordväst är den kuperad. Terrängen runt Emiliano Zapata sluttar österut. Runt Emiliano Zapata är det mycket tätbefolkat, med 1 956 invånare per kvadratkilometer. Närmaste större samhälle är San Nicolás de los Garza, 18,8 km söder om Emiliano Zapata. Trakten runt Emiliano Zapata består i huvudsak av gräsmarker.